# South Gifford
South Gifford est un village du comté de Macon, dans le Missouri, aux États-Unis,. Situé au nord du comté, il est incorporé en 1905.

## Démographie
Lors du recensement de 2010, le village comptait une population de 50 habitants. Elle est estimée, en 2016, à 49 habitants.

## Source de la traduction
- (en) Cet article est partiellement ou en totalité issu de l’article de Wikipédia en anglais intitulé « South Gifford, Missouri » (voir la liste des auteurs).